# Liffol-le-Petit
Liffol-le-Petit település Franciaországban, Haute-Marne megyében. Lakosainak száma 320 fő (2022. január 1.). Liffol-le-Petit Liffol-le-Grand, Aillianville, Harréville-les-Chanteurs, Lafauche, Prez-sous-Lafauche és Bourmont entre Meuse et Mouzon községekkel határos.

## Népesség
A település népességének változása:
| Lakosok száma | 357  | 358  | 347  | 354  | 316  | 324  | 320  | 315  | 314  | 320  |
|               | 1968 | 1982 | 1990 | 2006 | 2013 | 2015 | 2017 | 2019 | 2020 | 2022 |